# Allobaccha brunnea
Allobaccha brunnea är en tvåvingeart som först beskrevs av Hull 1949.  Allobaccha brunnea ingår i släktet Allobaccha och familjen blomflugor. Inga underarter finns listade i Catalogue of Life.